# Victor Bernier (pilote)
Pour les articles homonymes, voir Victor Bernier et Bernier.
Victor Bernier, né le 26 juin 2004, est un pilote automobile français, titré champion du monde Junior de karting en 2018, qui court en Porsche Cup France et Supercup.

## Biographie

### 2012-2018: Karting
Victor Bernier est originaire de Saint-André-des-Eaux en Loire-Atlantique. Il commence le karting à l'âge de huit ans.
En 2013, il prend la 2e place du rassemblement national Ufolep dans la catégorie Mini. En 2014, il prend la 3e place du classement final de la Kart Racing Academy dans la catégorie 7-11 ans et en 2015, il remporte la Kart Racing Academy dans la catégorie 9-12 ans. En 2016, il prend la 2e place du classement final des National Series Karting Cadets sur un châssis Sodi, la 4e place des Rotax Challenge Grand Finals dans la catégorie MiniMax à Sarno et la 3e place des championnats de France Cadets. 
En 2017, il remporte la finale du challenge Rotax Max France en catégorie Nationale, ainsi que les National Series Karting dans la même catégorie, sur un ensemble Kosmic/Rotax. Il est Vice-champion de France de la catégorie Nationale. Il prend la 3e place des championnats de France Juniors sur un ensemble Exprit/Vortex. Il participe à ses premiers championnats du monde Juniors (OK Juniors) où il prend la 9e place sur le circuit PF International à Grantham avec un ensemble Tony/Vortex.
En 2018, il intègre l’équipe de France FFSA Espoirs Karting, ainsi que le team VDK Racing. Il remporte les National Series Karting dans la catégorie Rotax Max. Il prend la 4e place des championnats d'Europe OK Juniors. Le 23 septembre à Kristianstad en Suède, il obtient la consécration en décrochant à 14 ans le titre de Champion du monde Juniors (OK Juniors) sur un ensemble Kosmic,. Il est le 8e champion du monde français de l'histoire du karting, et le second champion du monde français dans la catégorie Juniors (2 ans après le titre de Victor Martins). Le 10 décembre 2018, la Fédération française du sport automobile lui décerne un Volant d'Or. Cette récompense est cette même année accordée à Jean-Éric Vergne, Romain Dumas et Sébastien Ogier. C'est sa dernière saison de kart car il décide de s'orienter directement vers la monoplace.

### 2019-2022: Formule 4
En 2019, il fait ses débuts en monoplace dans le championnat de France de Formule 4. Il réalise une bonne saison avec une victoire lors de la dernière course sur le Circuit Paul-Ricard, 5 podiums et 11 « top 4 » sur 18 courses. Il prend la 4e place du classement général et remporte la catégorie Juniors (réservée aux pilotes ayant moins de 15 ans lors de la première épreuve) devant Isack Hadjar.
En 2020, pour parfaire son apprentissage, il dispute le très réputé championnat d'Allemagne de Formule 4 ADAC au sein de l'écurie R-ace GP. Il y obtient de bons résultats avec 2 victoires (à Hockenheim et à Lausitzring), 6 podiums et 13 « top 5 » sur 21 courses disputées. Il prend la 5e place du classement général.
En 2021, au sein de la même écurie, il dispute à nouveau le championnat d'Allemagne de Formule 4 ADAC aux côtés de Sami Meguetounif  Il bat ses coéquipiers sur toute la saison et obtient notamment une victoire sur tapis-vert à la suite d'une pénalité infligée à Oliver Bearman, jugé responsable d'une collision à Hockenheim. Il termine la saison à la 4e place, avec une victoire et 4 podiums.

### 2022-2024: Formule Régionale Europe
En 2022, Victor  Bernier monte en Formule Régionale Europe dans l'écurie crée par Fernando Alonso, puis avec le team MP Motorsport en 2023. 

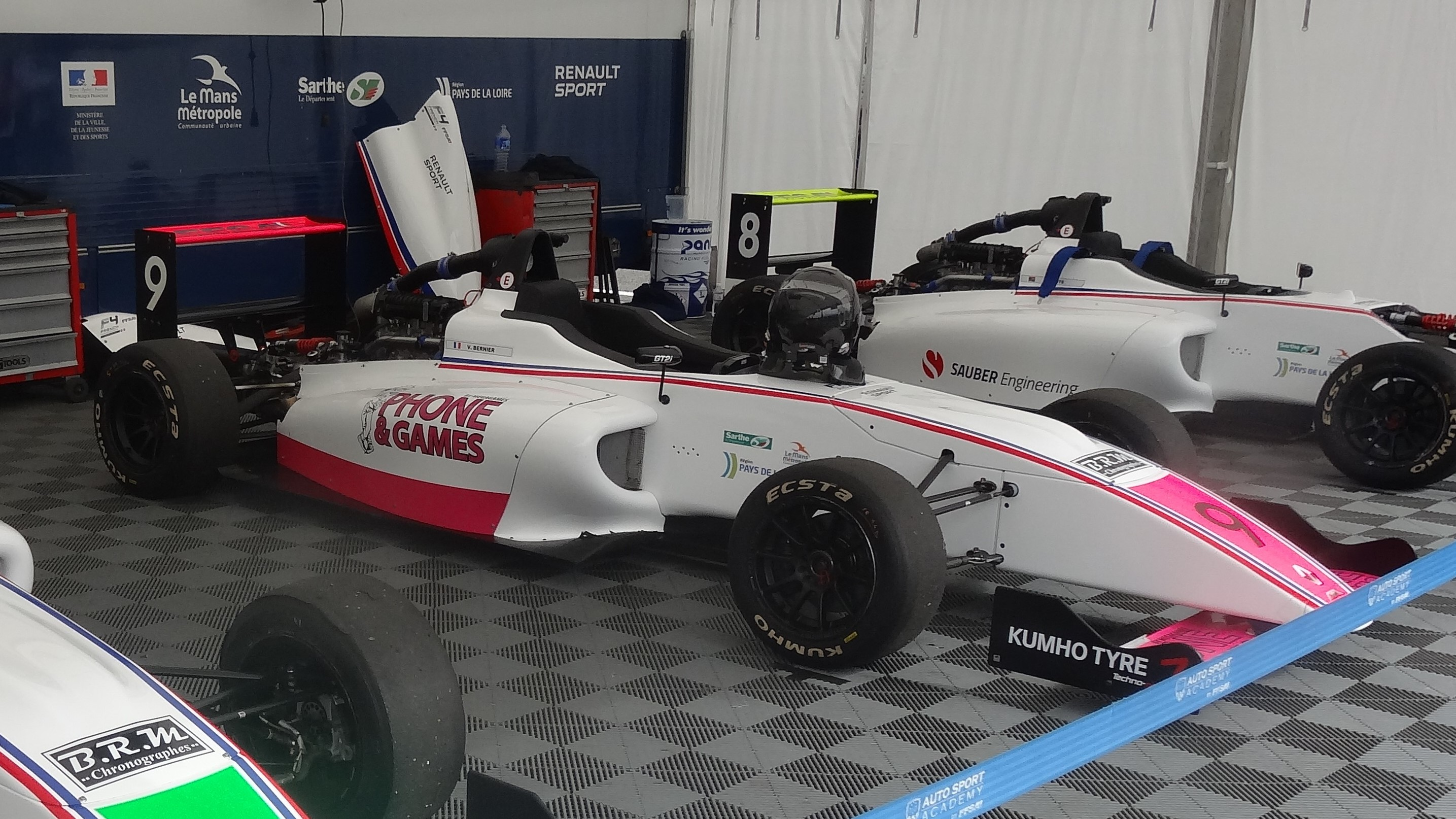
La F4 rose de Victor Bernier, ici dans le paddock de Nogaro.
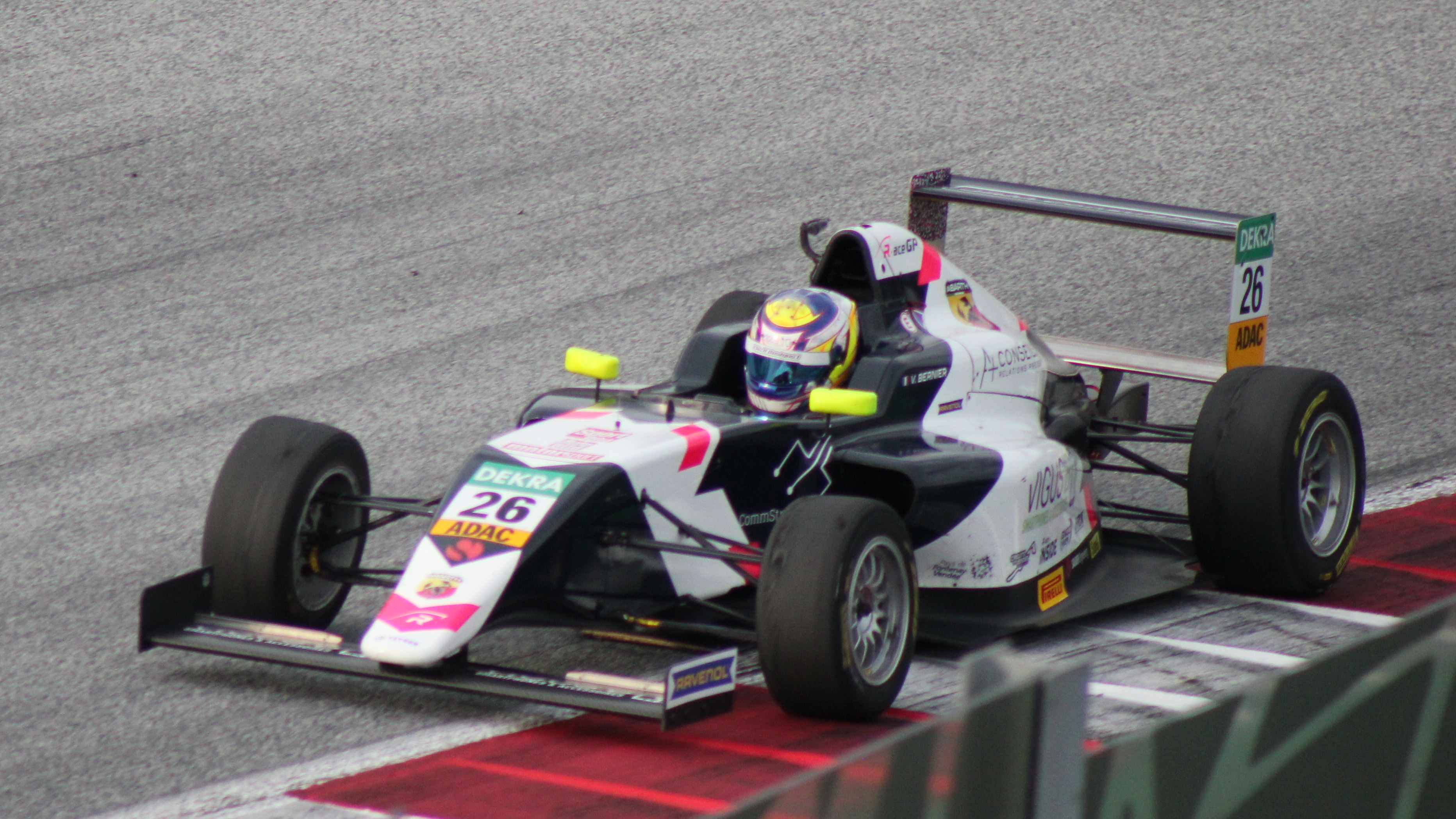
Victor Bernier en Formule 4 allemande en 2021 à Spielberg.
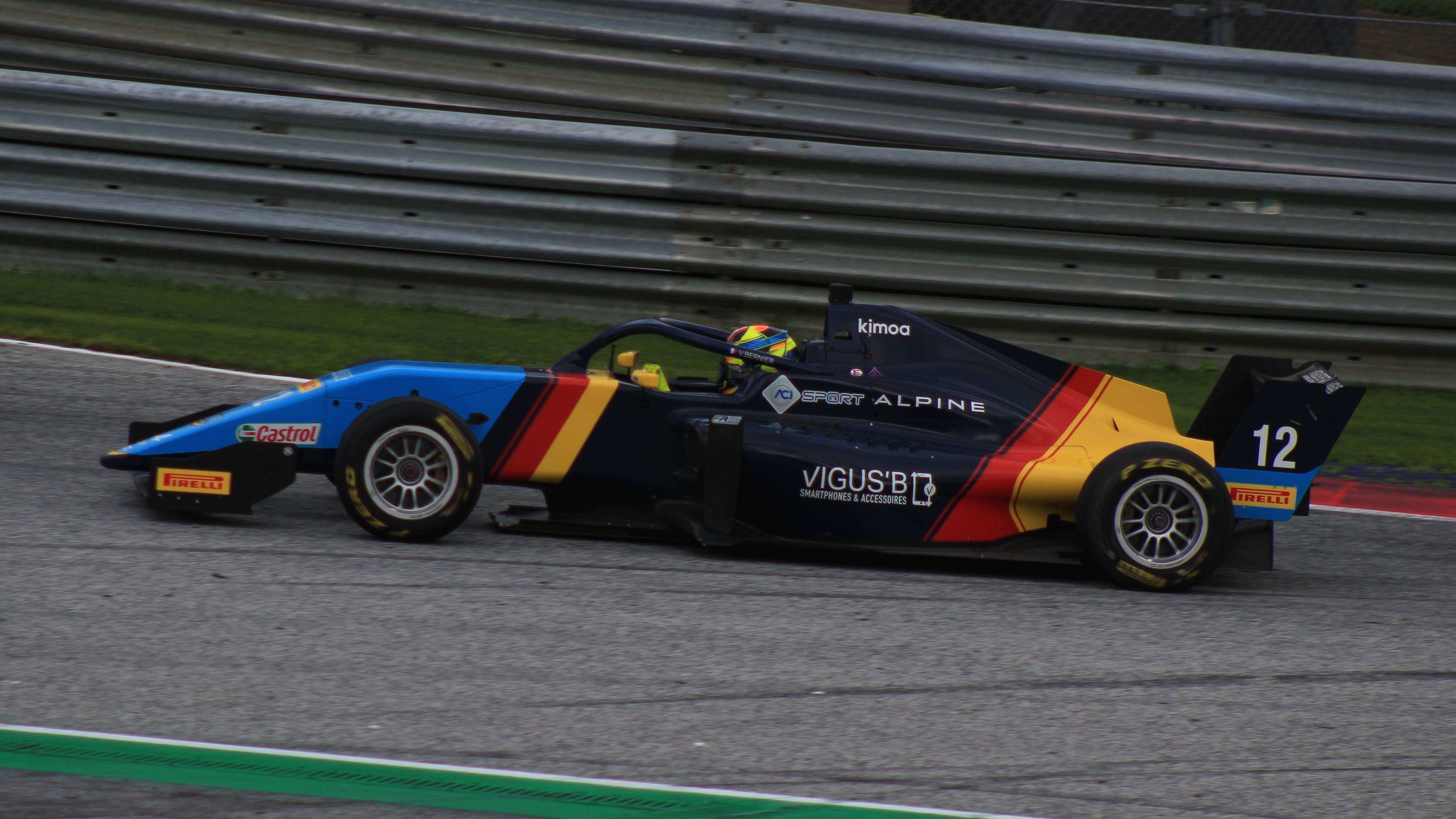
Victor Bernier en Formule Régionale en 2022 à Spielberg.
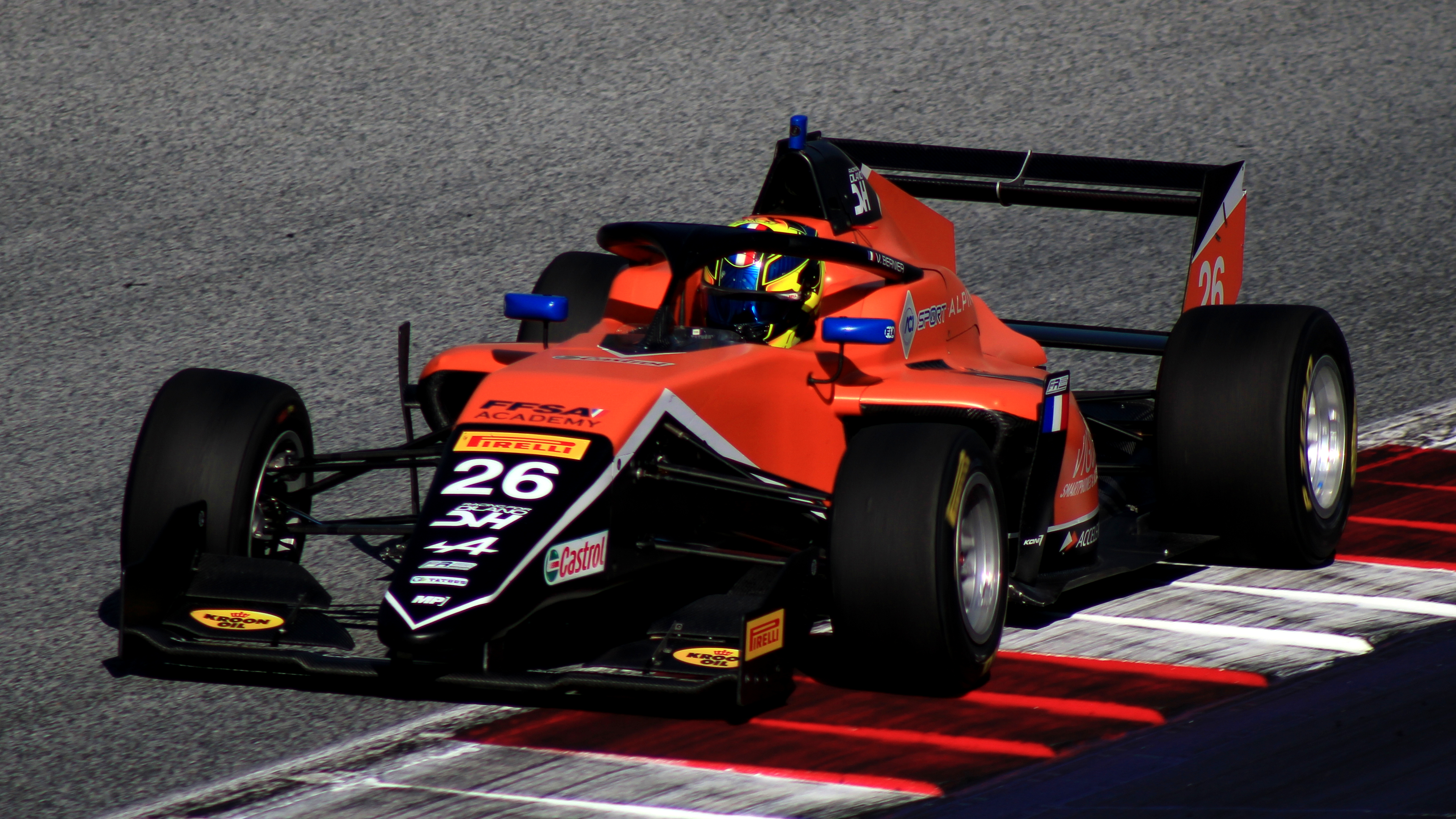
Victor Bernier en Formule Régionale en 2023 à Spielberg.

### 2024-: Porsche Carrera Cup France
Il dispute la saison 2024-2025 de Porsche Carrera Cup France au sein de l'équipe Martinet by Alméras , ainsi qu'une saison en Supercup en rookie.  

## Résultats

### Palmarès en karting
2016
- 3e du championnat de France Cadets
- 4e des Rotax Challenge Grand Finals dans la catégorie MiniMax

2017
- Vainqueur du challenge Rotax Max France en catégorie Nationale
- Vainqueur des National Series Karting en catégorie Nationale
- Vice-champion de France de la catégorie Nationale
- 3e place des championnats de France Junior

2018
- Champion du monde  OK-Junior
- 4e du championnat d'Europe OK-Junior
- Vainqueur des National Series Karting en catégorie Rotax Max

### Résultats en formules de promotion
| Saison | Championnat                               | Écurie              | Courses | Victoires | Pole positions | Meilleurs tours | Podiums | Points inscrits | Classement |
| ------ | ----------------------------------------- | ------------------- | ------- | --------- | -------------- | --------------- | ------- | --------------- | ---------- |
| 2019   | Championnat de France F4 catégorie Junior | FFSA Academy        | 21      | 12        | N/A            | N/A             | 19      | 330,5           | Champion   |
| 2019   | Championnat de France F4                  | FFSA Academy        | 18      | 1         | 0              | 1               | 5       | 154             | 4e         |
| 2020   | Championnat d'Allemagne F4 ADAC           | R-ace GP            | 21      | 2         | 0              | 3               | 6       | 225             | 5e         |
| 2021   | Championnat d'Italie F4                   | R-ace GP            | 6       | 0         | 0              | 0               | 0       | 30              | 13e        |
| 2021   | Championnat d'Allemagne F4 ADAC           | R-ace GP            | 18      | 1         | 0              | 2               | 4       | 171             | 4e         |
| 2022   | Formule Régionale Europe                  | FA Racing           | 19      | 0         | 0              | 0               | 1       | 20              | 18e        |
| 2023   | Formule Régionale Europe                  | MP Motorsport       | 18      | 0         | 0              | 0               | 1       | 42              | 15e        |
| 2024   | Porsche Carrera Cup France                | Martinet by Alméras | 12      | 0         | 0              | 0               | 1       | 113             | 6e         |